# Chrialeti
Chrialeti – wieś w Gruzji, w regionie Guria, w gminie Ozurgeti. W 2014 roku liczyła 1533 mieszkańców.